# Ostatni raz (album)
Ostatni raz – album koncertowy polskiego zespołu muzycznego Cugowscy. Jest to zapis pożegnalnego koncertu zespołu Cugowscy, który odbył się 12 maja 2018 w Hali Globus w Lublinie. Wydawnictwo ukazało się 16 listopada 2018 roku nakładem wytwórni muzycznej Rock House Entertainment.
Album dotarł do 39. miejsca polskiej listy przebojów – OLiS. Album wydano jako CD+DVD (zapis koncertu audio-wideo) oraz jako digital download (zapis koncertu audio).

## Lista utworów
Opracowano na podstawie materiału źródłowego. 
| Nr  | Tytuł utworu                 | Długość |
| --- | ---------------------------- | ------- |
| 1.  | „Iluzja”                     | 7:42    |
| 2.  | „Zaklęty Krąg”               | 4:39    |
| 3.  | „Mercedes Blue”              | 4:42    |
| 4.  | „Nad Przepaścią”             | 4:44    |
| 5.  | „Niepisane”                  | 3:45    |
| 6.  | „Sen O Dolinie”              | 4:04    |
| 7.  | „Zjawy nie dają Mi spać”     | 4:47    |
| 8.  | „Na czas”                    | 4:23    |
| 9.  | „Do Niej”                    | 4:33    |
| 10. | „Weź moją duszę”             | 4:14    |
| 11. | „Georgia On My Mind”         | 3:25    |
| 12. | „Jackie D.”                  | 7:05    |
| 13. | „Wierzę w lepszy świat”      | 6:12    |
| 14. | „Memu miastu na do widzenia” | 7:31    |
|     |                              | 1:11:46 |